# یوتا ناراوا
یوتا ناراوا (انگلیسی: Yuta Narawa؛ زادهٔ ۲۹ اوت ۱۹۸۷) بازیکن فوتبال اهل ژاپن است.
از باشگاه‌هایی که در آن بازی کرده‌است می‌توان به باشگاه فوتبال یوکوهاما مارینوس اشاره کرد.